# Adoretus siganus
Adoretus siganus är en skalbaggsart som beskrevs av Ohaus 1928. Adoretus siganus ingår i släktet Adoretus och familjen Rutelidae. Inga underarter finns listade i Catalogue of Life.